# Max Charles
Max Charles (Nashville, 18 augustus 2003) is een Amerikaans acteur. Charles speelde een jonge Peter Parker in de films The Amazing Spider-Man en The Amazing Spider-Man 2. Ook had hij een rol in de sciencefictionserie The Neighbors en  sprak hij in 2014 de stem in van Sherman voor de film Mr. Peabody & Sherman samen met acteur Ty Burrell.

## Biografie
Max Charles verscheen voor het eerst in het derde seizoen van de serie True Blood in 2010. Zijn latere gastrollen waren in de FOX-serie Raising Hope, de NBC-serie Community, de serie Hot in Cleveland en de Disney Channel-serie Jessie. Hij had ook rollen in de televisiefilm November Christmas (2010) en de film Spooky Buddies (2011).
Begin 2012 verscheen hij in The Three Stooges als Peezer, een jonge wees. Datzelfde jaar verscheen hij ook in de film Least Among Saints en White Space. Daarnaast speelde hij de jonge Peter Parker in The Amazing Spider-Man.
Charles heeft drie broers. Hij kreeg zijn eerste auditie nadat een producent aan een van zijn broers had gevraagd auditie te doen voor een rol. Hun moeder vroeg of Charles zijn broer mocht vergezellen, en zo werd hij ingehuurd voor zijn eerste rol. In de film The Three Stooges is hij te zien met alle drie zijn broers. Charles wordt vertegenwoordigd door SKS Talent Agency en Symington Talent Management.

## Filmografie
| Jaar                               | Titel                                | Rol                             | Opmerkingen |
| ---------------------------------- | ------------------------------------ | ------------------------------- | ----------- |
| 2010                               |                                      |                                 |             |
| True Blood                         | Hunter                               | Afl. Everything is broken       |             |
| Raising Hope                       | Student                              | Afl. Blue Dots                  |             |
| November Christmas                 | Gordon Marks                         | Televisiefilm                   |             |
| 2011                               |                                      |                                 |             |
| Community                          | Young Pierce                         | Afl. Celebrity Pharmacology 212 |             |
| Hot in Cleveland                   | Marcus                               | Afl. Elka's Snowbird            |             |
| Spooky Buddies                     | Joseph                               | Video                           |             |
| My Life As an Experiment           | Cooper                               | Televisiefilm                   |             |
| 2012                               |                                      |                                 |             |
| Scent of the Missing               | Charlie Johnson                      | Televisiefilm                   |             |
| Jessie                             | Axel                                 | Afl. World Wide Web of Lies     |             |
| Unstable                           | Oliver March                         |                                 |             |
| The Three Stooges                  | Peezer                               |                                 |             |
| The Amazing Spider-Man             | Peter Parker (4 jaar)                |                                 |             |
| Robot Chicken                      | School Kind /Wreed kind              | Afl. Executed by the State      |             |
| Least Among Saints                 | Dylan                                |                                 |             |
| Family Guy                         | Kind / Davy Crockett / Timmy         | Stem                            |             |
| 2013                               |                                      |                                 |             |
| American Dad!                      | Jongen                               | Afl. Da Flippity Flop           |             |
| Haunted Hathaways                  | Teddy Munroe                         | Afl. Haunted Cookie Jar         |             |
| 2014                               |                                      |                                 |             |
| Mr. Peabody & Sherman              | Sherman                              | Stem                            |             |
| Rizzoli & Isles                    | Kevin Silver                         | Afl. Tears of a Clown           |             |
| The Amazing Spider-Man 2           | Jonge Peter Parker                   |                                 |             |
| The Neighbors                      | Max Weaver                           | 44 afleveringen                 |             |
| The Well                           | Alby                                 |                                 |             |
| Adventure Time with Finn & Jake    | Tenry / Toughy (2012)/ Blombo (2012) | Stem                            |             |
| The Legend of Korra                | Skeptical Spirit                     | Afl. Korra Alone                |             |
| American Sniper                    | Colton                               |                                 |             |
| Northpole                          | Kevin                                |                                 |             |
| Constantine                        | Henry                                | Afl. Rage of Caliban            |             |
| Elf: Buddy's Musical Christmas     | Michael Hobbs                        | Stem                            |             |
| 2015                               |                                      |                                 |             |
| Childrens Hospital                 | Billy                                | Afl. Lola Pouting               |             |
| Reds and Grays                     | Petey                                | Stem                            |             |
| The Lion Guard: Return of the Roar | Kion                                 | Televisiefilm (stem)            |             |

## Nominaties
| Jaar | Prijs              | Categorie                                                                             | Werk          | Resultaat   | Bron  |
| ---- | ------------------ | ------------------------------------------------------------------------------------- | ------------- | ----------- | ----- |
| 2013 | Young Artist Award | Best Performance in a TV Series - Supporting Young Actor                              | The Neighbors | Genomineerd | [ 1 ] |
| 2013 | Young Artist Award | Outstanding Young Ensemble in a TV Series (gedeeld met Isabella Cramp en Ian Patrick) | The Neighbors | Gewonnen    | [ 1 ] |